# Virgin (Utah)
Pour les articles homonymes, voir Virgin.
Le village de Virgin est situé dans le comté de Washington, dans l’État de l’Utah, aux États-Unis. Lors du recensement de 2014, sa population estimée s’élevait à 605 habitants.

## Géographie
Le village s'est construit le long de la Virgin River (dont il tire son nom) et près du Zion National Park. Situé à  1 099 m d'altitude, il est desservi par la State Route 9.

## Anecdote

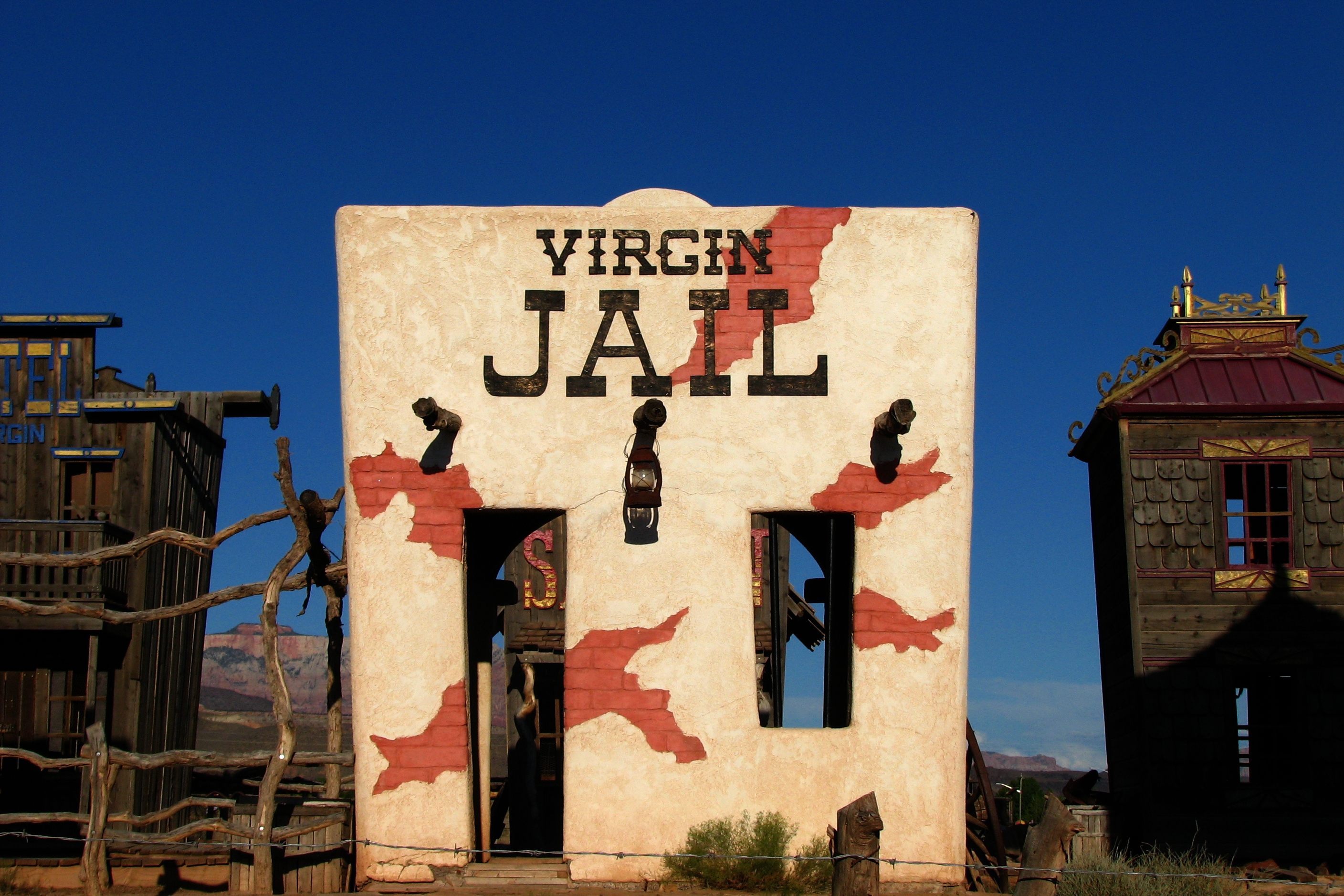
La prison de Virgin.

Le conseil municipal a adopté un règlement qui rend la possession d'une arme obligatoire dans chaque maison de la ville de Virgin, exception faite des malades mentaux, des repris de justice, des personnes incapables de se servir d'une arme et des objecteurs de conscience.